# Новорысайкино
Новорысайкино (чув. Акмулла) — поселок в Похвистневском районе Самарской области в составе сельского поселения Рысайкино.

## География
Находится на расстоянии примерно 13 километров по прямой на север от районного центра города Похвистнево.

## История
Поселок был основан в начале XX века. 

## Население
Постоянное население составляло 85 человек (чуваши 78%) в 2002 году, 73 в 2010 году.